# Henry Stuart (1er Lord Methven)
Pour les articles homonymes, voir Henry Stuart, Stuart et Methven (homonymie).
 (juin 2017).
Henry Stuart, 1er Lord Methven (vers 1495 – 1552) était un militaire écossais et le dernier époux de Marguerite Tudor, reine d'Écosse de 1503 à 1513.

## Famille et origines
Henry descendait de Murdoch Stuart, régent d'Écosse entre 1420 et 1424, et était donc un cousin du roi Jacques IV.

## Mariage avec Marguerite Tudor
Marguerite Tudor, reine-mère sous le règne de son fils Jacques V, avait divorcé en mars 1527 d'Archibald Douglas, 6e comte d'Angus. Elle épouse Stuart le 3 mars 1528.
Ce mariage suscite l'indignation des nobles qui emprisonnent Stuart. Quelques semaines plus tard, Jacques V se libère de la coupe d'Angus et rejoint sa mère. Il crée Stuart Lord Methven.
Marguerite décide en 1539 de se séparer de Lord Methven, qui se montrait encore pire qu'Angus dans son désir de courir les femmes tout en profitant de l'argent de son épouse. Elle aurait voulu une nouvelle fois divorcer, mais cette fois-ci elle se heurta à l'opposition de Jacques, qu'elle crut soudoyé par son mari. À un moment elle s'enfuit vers la frontière, mais ce ne fut que pour être rattrapée et reconduite à Édimbourg. À plusieurs reprises, elle écrivit à son frère Henri VIII d'Angleterre pour se plaindre de sa pauvreté et lui demander argent et protection.
Marguerite meurt d'une attaque en octobre 1541.

## Mariage avec Janet Stuart
Il épouse peu après sa maîtresse Janet Stuart, petite-fille d'Archibald Campbell, 2e comte d'Argyll. Elle lui donne quatre enfants.

## LeRough Wooing
Il combat contre les Anglais lors de la bataille de Pinkie Cleugh le 10 septembre 1547, où les Écossais sont battus. En 1548, il écrit qu'il est d'avis que la bataille a été perdue par la faveur de la politique anglaise en Ecosse même, et par l'impréparation et la hâte désordonnée de l'armée écossaise ce jour-là.
Il participe au siège de Haddington à l'été 1548 comme maître de l'artillerie. Économe de ses ressources, il déplace ses canons devant Édimbourg, craignant que les Anglais ne s'emparent de la capitale.
Il meurt en 1552.